# Strzelce (powiat Kutnowski)
Strzelce is een dorp in het Poolse woiwodschap Łódź, in het district Kutnowski. De plaats maakt deel uit van de gemeente Strzelce.